# غبار النجوم (رواية)
غبار النجوم (بالإنجليزية: Stardust) هي رواية خيالية للكاتب البريطاني نيل غيمان، تُنشر عادةً مع رسوم توضيحية بقلم تشارلز فيس. تتمتع رواية غبار النجوم بنغمة وأسلوب مختلفين عن معظم نثر غيمان الخيالي، إذ كُتبت بشكل مقصود على طريقة الفانتازيا الإنجليزية ما قبل تولكين، وتسير على خُطى مؤلفين أمثال لورد دانسني وهوب ميرليس. تروي مغامرات شاب من قرية وول «الجدار» الواقعة على حدود أرض الجن السحرية «فيري».
في عام 2007، نُشر فيلم مقتبس عن الرواية ولاقى ردودًا إيجابية بشكل عام. وكان غيمان قد ألمح في بعض الأحيان إلى كتابة تتمة للرواية أو على الأقل كتاب آخر يتعلق بقرية وول.
تبدأ القصة في أواخر أبريل 1839، إذ كان جون ويليام دريبر قد التقط صورةً للقمر لتوّه آنذاك وكان تشارلز ديكنز يكتب سلسلة أوليفر تويست. تدور معظم أحداث الكتاب بعد سبعة عشر عامًا، ابتداءً من أكتوبر 1856.

## الشخصيات الرئيسية
- تريسترن ثورن: شخصية الكتاب الرئيسية (أُعيدت تسميته «تريستان» في الفيلم المقتبس عن الكتاب)، وهو فتى نصف جنّي نصف بشري ربّاه والده دانستان ثورن وزوجة أبيه ديزي التي يعتقد أنها والدته الفعلية. يقدّم تريسترن بحماقة وعدًا باسترداد نجم هبط من السماء للفتاة التي يريدها أن تكون حبيبته، فيكتوريا (انظر أدناه)، وهكذا يلتقي إيفين الجميلة على نحو غير متوقع.
- إيفين: النجم الذي وعد تريسترن بإحضاره لفيكتوريا. في أرض فيري، النجوم هي كائنات حية. يبدو أن إيفين خالدة لكنها ليست منيعة ضد الأذية. تلاحقها ساحرات الليليم وأبناء لورد ستورمهولد الأحياء الذين يريدونها لأسبابهم الخاصة. عندما يدرك تريسترن حبه لها، يهجر حبه لفيكتوريا فورستر، وتتزوجه إيفين رغم عدم قدرتهما على الإنجاب.
- دانستان ثورن: والد تريسترن. الشخصية الرئيسية في بداية الكتاب. يزور سوق وول ماركت لإيجاد هدية لحبيبته ديزي هيمبستوك، وينتهي به الأمر بتبنيّ تريسترن ابن عبدة السيدة سيميل المضطهدة ، السيدة أونا. قبل ذلك، كان قد اشترى زهرة ثلجية كريستالية من تلك الفتاة، وبعد ذلك يعطي الزهرة لترسترن. وهو متزوج من ديزي والدة لويزا أخت تريسترن غير الشقيقة.
- فيكتوريا فورستر: أحد قاطنيّ وول وتُوصف بأنها «أجمل فتاة في المئة ميل المحيطة». ابنة بريدجيت كومفري وتومي فورستر. رغم افتتان تريسترن بها، فإنها لا تبادله مشاعره ولا تأخذ وعده بجلب نجمها الهابط من السماء على محمل الجد في البداية. تتزوج في نهاية المطاف من رجل يدعى مونداي ومن ثم تحرر عن غير قصد أم تريسترن – السيدة أونا –  من العبودية.
- لورد ستورمهولد: اللورد الحادي والثمانين لستورمهولد، رجل مسن يحكم ستورمهولد حتى موته. وفي بداية غبار النجوم ، كان لديه أربعة أبناء ميّتين (سيكوندوس، كوارتوس، كوينتس، سكستوس) وثلاثة على قيد الحياة (بريموس، تيرتيوس، سيبتيموس)، بالإضافة إلى ابنته المفقودة منذ فترة طويلة، أونا. يظهر الأبناء القتلى بشكل مراقبين أشباح، في حين يتآمر الأبناء الأحياء باستمرار على قتل بعضهم البعض لخلافة منصب والدهم اللورد ستورمهولد.
- اللورد سيبتيموس: أصغر لوردات ستورمهولد وأكثرهم قسوةً. وهو بطبيعته قاتل متمرس ونجح بقتل غالبية أفراد أسرته.
- اللورد بريموس: أكبر لوردات ستورمهولد. بالمقارنة مع أخويه، فهو يتّسم بحب الخير والرحمة والمنطقية.
- أونا: فتاة جنيّة بأذني قطة ذات جمال باهر تعمل كعبدة للمدام سيميل حتى إطلاق سراحها بحادثة غير متوقعة تستوفي شروط ديونها. وتعاني أونا من سوء المعاملة المستمر من قِبل المدام سيميل، إذ تتعرض للضرب وتُوصف بأنها «مومس». عندما لا تكون تعمل لدى المرأة الساحرة، فإنها تؤسر بشكل طائر متعدد الألوان مربوط بخيط من فضة بعربة غجرية. ثم يتبين فيما بعد أنها السيدة أونا، ابنة لورد ستورمهولد، وأم تريسترن.
- المدام سيميل/ديتشووتر سال: ساحرة وإحدى أعضاء رابطة الأخوات التي تنتمي لها ساحرات الليليم. كانت السّاحرة الملكة تعرف سيميل باسم ديتشووتر سال عندما كانت «فتاة صغيرة وقحة». في لقائهما الأول، تدس سيميل مادة سحرية في طعام الساحرة الملكة تجعلها تتحدث فقط بالحقيقة، وبالتالي تجبرها على إفشاء حقيقة النجم الهابط من السماء.  تخطط سيميل لإيجاد النجم أولًا واستعادة شبابها، ولكن الساحرة الملكة تلعنها بأنها لن ترى النجم بأي شكل من الأشكال.
- الليليم: ثلاث نساء عجوزات ذوات قوة عظيمة. ويطلق على الكبرى بينهنّ لقب «الساحرة – الملكة» رغم تسميتهنّ جميعًا بهذا اللقب. لم يجرِ إعطاءهن اسمًا قطّ، لأنهن فقدن أسماءهنّ منذ فترة طويلة، لكن تتخذ البِكر من الاسم المستعار «موروانيغ» اسمًا لها في مرحلةٍ ما. كانت ساحرات الليليم فيما مضى ملكات جميلات لمملكة سحرية من الساحرات؛ وعندما غرقت المملكة تحت سطح البحر، تقدّم بهن العمرُ قرونًا. يبحثن عن النجم الهابط من السماء لأنه بالتهام قلبها سيُمنحن قرونًا من الشباب والجمال. إن استخدام السحر ذو تأثير مضاد؛ لذلك مع كل تعويذة تلقي بها الساحرة - الملكة، تزداد سنًا وقبحًا. في الفيلم المقتبس، سُمِّين لاميا، مورمو، إمبوسا، لكن لم يتم تضمين أيّ خلفية قصصية لهنّ.